# Trotta (Film)
Trotta (Fernsehtitel des ORF: Trotta – Die Kapuzinergruft) ist ein deutscher Film von Johannes Schaaf aus dem Jahr 1971. Er basiert auf dem Roman Die Kapuzinergruft des österreichischen Autors Joseph Roth. 1973 kam der Film in die Vorauswahl für einen Oscar als bester fremdsprachiger Film, erhielt jedoch keine Nominierung. Außerdem lief der Film im Wettbewerb der Internationalen Filmfestspiele von Cannes 1972.

## Handlung
Nach dem Ersten Weltkrieg und dem Untergang der Monarchie kehrt ein junger Offizier der k.u.k.-Armee, Franz Ferdinand Trotta, aus russischer Gefangenschaft nach Wien zurück. Er ist mit der neuen Ordnung und den Umständen überfordert. Sein Vermögen hat er verloren und seine Frau hat sich einer gleichgeschlechtlichen Beziehung zu einer emanzipierten ungarischen Künstlerin hingegeben.

## Rezeption
Der film-dienst bezeichnete den Film als eine „atmosphärisch dichte und sehr sensible Verfilmung des Romans“. Sie nehme „unmittelbar und ohne Distanz“ die „Sicht der Hauptfigur ein“ und schildere „über das Absterben einer Epoche hinaus deren Unfähigkeit, diese Entwicklung zu begreifen“.

## Auszeichnungen
- Deutscher Filmpreis 1972
  - Filmband in Gold, Bester Schnitt
  - Filmband in Gold, Bester programmfüllender Spielfilm/Herstellung
  - Filmband in Gold, Darstellerische Leistung
  - Filmband in Gold, Beste Regie

- Filmbewertungsstelle Wiesbaden 1971
  - Prädikat: besonders wertvoll

- Berliner Kritikerpreis 1971